# Carl Ruß

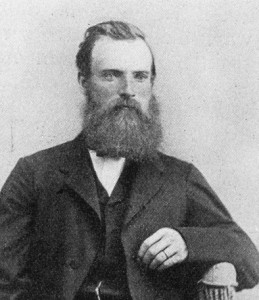
Carl Russ-Suchard (1872)

Johannes Carl Maria Ruß (* 22. November 1838 in Wald, heute Solingen; † 12. Februar 1925 in Neuchâtel) war ein Schweizer Schokoladenfabrikant deutscher Herkunft.

## Leben
Carl Ruß war das erste Kind von Carl Johann Adolph Gisbert Theodor Ruß (1802–1870), Lehrer an der evangelischen Schule in Wald, und seiner zweiten Ehefrau Christiane Oelbermann (* 1804). Die bescheidenen finanziellen Verhältnisse des kinderreichen Lehrerhaushalts (zu den fünf  Kindern aus erster Ehe gesellten sich noch fünf jüngere Geschwister aus der zweiten Ehe) erlaubten es nicht, den begabten Jungen auf das Gymnasium zu schicken und studieren zu lassen. Er absolvierte daher eine kaufmännische Lehre und trat 1861 als Handlungsreisender in die 1825 von Philippe Suchard gegründete Schokoladenfabrik Suchard im schweizerischen Neuchâtel (Neuenburg) ein, wo er dank seines Verkaufstalents, seiner kaufmännischen Fähigkeiten und seiner Sprachkenntnisse rasch aufstieg.
1868 heiratete Carl Ruß Suchards Tochter Marie-Eugénie und nannte sich in der Folge Carl Russ-Suchard. Seit 1867 in der Geschäftsleitung der Firma tätig, wurde er 1880 Teilhaber. Als 1883 Philippe Suchards Sohn Philippe jr. starb, wurde Carl Russ der designierte Nachfolger und die Firma wurde in Russ-Suchard & Cie. umbenannt. Nach dem Tod Philippe Suchards 1884 wurde Carl Russ-Suchard alleiniger Geschäftsführer des Unternehmens. Ab 1919 teilte er sich mit seinem Sohn und Nachfolger Willy Russ die Geschäftsleitung, aus der er sich erst 1924 aus Krankheitsgründen zurückzog.

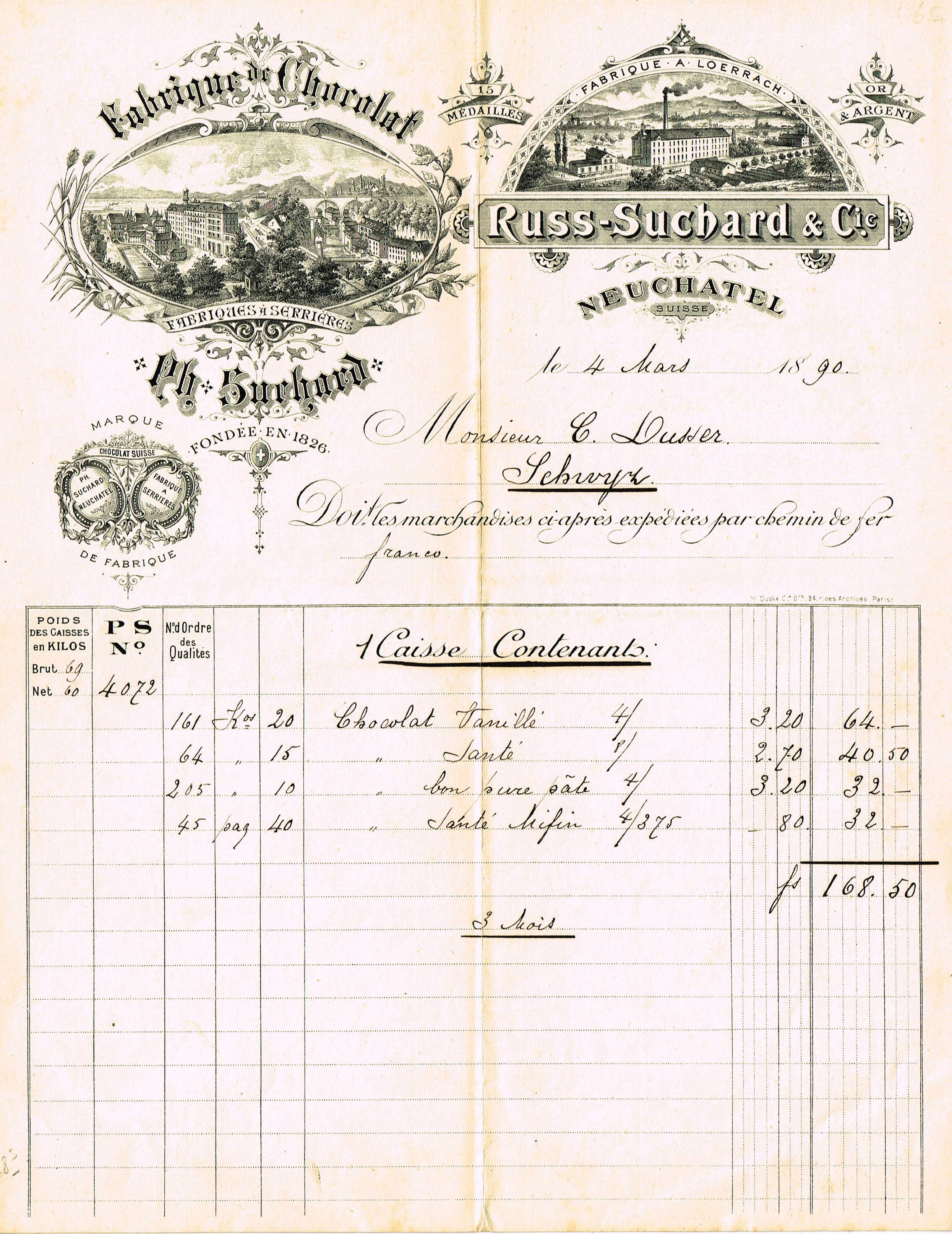
Rechnung der Russ-Suchard & Cie vom 4. März 1890

Die Firma, die 1884 bereits mehr als 200 Beschäftigte hatte und mit etwa der Hälfte der Schweizer Gesamtproduktion die mit Abstand größte Schweizer Schokoladenfabrik war, nahm unter seiner Leitung einen weiteren gewaltigen Aufschwung und expandierte über die Grenzen der Schweiz hinaus: 1880 wurde ein Werk in Lörrach (Baden) eröffnet, 1888 in Bludenz die erste Schokoladenfabrik Österreich-Ungarns, 1903 eine Fabrik in Paris. Weitere Zweigniederlassungen erfolgten in Straßburg und im spanischen San Sebastián. 1905 wurde die Firma in eine Aktiengesellschaft umgewandelt (Suchard S.A.), blieb aber unter der Kontrolle der Eigentümerfamilie.
Zum wirtschaftlichen Erfolg trugen zum einen Produktverbesserungen bei wie die in den 1890er Jahren entwickelte Herstellung von Milchschokolade unter Verwendung von Milchpulver, zum anderen, dass Carl Russ-Suchard sich ebenso wie Philippe Suchard der Bedeutung eingängiger Markennamen bewusst war. So kreierte er für seine 1898 auf den Markt gebrachte Alpenmilchschokolade die bis heute erfolgreiche Marke Milka (Kurzwort aus „Milch“ und „Kakao“) mit der Leitfarbe Lila, die 1901 in der Schweiz und im Deutschen Reich (hier als erste Schokoladenmarke überhaupt) als Warenzeichen eingetragen wurde. 1901 wurde Russ-Suchard erster Präsident des neu gegründeten Verbandes schweizerischer Schokoladefabrikanten (heute: Chocosuisse).
Ebenso wie sein Schwiegervater pflegte Russ-Suchard gegenüber den Beschäftigten einen paternalistischen Führungsstil. Sein Ideal der „Unternehmensfamilie“ war geprägt von sozialer Verantwortung und Fürsorgemaßnahmen für die Belegschaft einerseits (z. B. Kranken- und Unterstützungskassen, Bau von Arbeitersiedlungen mit Spital, Volksküche und Bücherei), von erzieherischer Einwirkung und sozialer Kontrolle andererseits (z. B. Kampf gegen Alkohol, Förderung von Hygiene und geordneten Familienverhältnissen). Dazu gehörte aber auch die Bekämpfung jedweder gewerkschaftlichen Organisation der Arbeiterschaft, die Russ-Suchard während der Zeit, in der er das Unternehmen führte, erfolgreich verhindern konnte.
Carl Russ-Suchard betätigte sich – wie später sein Sohn – auch als Kunstmäzen, sammelte Kunst und tätigte Ankäufe bei etablierten, aber auch bei jungen Künstlern. Unter anderem unterstützte er den jungen Maler Erwin Bowien (1899–1972) in dessen Neuenburger Zeit durch zahlreiche Ankäufe.

## Stiftungen und Ehrungen
Ruß errichtete an seinem Geburtsort zwei Stiftungen. Als erste am 20. April 1904, anlässlich der Einweihung des Ohligs-Walder-Realgymnasiums, die nach seinem Vater benannte „Lehrer-Carl-Ruß-Stiftung“. Zweck war die Vergabe von Stipendien an „würdige evangelische Schüler“, insbesondere Lehrersöhne. Als zweite am 21. April 1905, zu Ehren seiner Eltern, die „Eheleute-Carl-Ruß-Stiftung“ zwecks Errichtung einer Haushaltungsschule sowie Unterstützung armer Wöchnerinnen und bedürftiger evangelischer Lehrlinge. Dafür wurde er am 29. Mai 1908 zum Ehrenbürger der Stadt Wald ernannt.
Das beträchtliche Kapital der Stiftungen (für die Eheleute-Carl-Ruß-Stiftung zuletzt 150.000 Mark, für die Lehrer-Carl-Ruß-Stiftung 20.000 Mark) wurde durch die Inflation 1923 vernichtet, so dass die Lehrer-Carl-Ruß-Stiftung 1924 aufgelöst werden musste. Die Reste ihres Stiftungskapitals wurden der Eheleute-Carl-Ruß-Stiftung zugeschlagen. Da zu deren Stiftungsvermögen auch Immobilienwerte gehörten, konnte sie in reduzierter Form fortgeführt werden. Heute wird sie von der Stadt Solingen verwaltet und vergibt Stipendien an begabte und bedürftige Solinger Schüler und Studenten.
Im Solinger Stadtteil Wald wurde am 4. Dezember 1997 eine Straße nach Carl Ruß benannt. Die Förderschule „Carl-Ruß-Schule“ in Solingen-Merscheid ist nicht nach Carl Ruß benannt, sondern nach seinem Vater, dem Lehrer Carl Ruß.